# Saison 2011-2012 de Neuchâtel Xamax
Maillots
Chronologie
Saison précédente
Cet article traite de la saison 2011-2012 de Neuchâtel Xamax.

## Transferts
| Été                  |               |                        |                          |                     |
| Nom                  | Nationalité   | Transfert              | Provenance/Destination   | Division            |
| Arrivées             |               |                        |                          |                     |
| Vullnet Basha        | Suisse        | Transfert              | Grasshopper Club Zurich  | Axpo Super League   |
| Cyril Caron          | France        | Transfert              | Locarno                  | Challenge league    |
| Kalu Uche            | Nigeria       | Transfert (4 M€)       | UD Almería               | Segunda División    |
| Fins de Contrat      |               |                        |                          |                     |
| Bigambo Rochat       | Suisse        | Fin de contrat         | Lausanne-Sport           | Axpo Super League   |
| Víctor Sánchez       | Espagne       | Fin de contrat         | Getafe CF                | Liga                |
| David Navarro        | Espagne       | Fin de contrat         | Valence CF               | Liga                |
| Rodrigo Galatto      | Brésil        | Fin de contrat         | Málaga CF                | Liga                |
| Irakli Chirikashvili | Géorgie       | Fin de contrat         | Sioni Bolnissi           | Umaglesi Liga       |
| Prêts                |               |                        |                          |                     |
| Logan Bailly         | Belgique      | Prêt                   | Borussia Mönchengladbach | Bundesliga          |
| Carlão               | Brésil        | Prêt                   | Kashima Antlers          | J. League           |
| Haris Seferović      | Suisse        | Prêt                   | AC Fiorentina            | Serie A             |
| Javier Arizmendi     | Espagne       | Prêt                   | Getafe CF                | Liga                |
| Retours de prêt      |               |                        |                          |                     |
| Guillaume Faivre     | Suisse        | Retour de prêt         | FC Vaduz                 | Challenge League    |
| Mike Gomes           | Suisse        | Retour de prêt         | Yverdon-Sport            | 1re Ligue           |
| Max Veloso           | Portugal      | Retour de prêt         | FC Biel-Bienne           | Challenge League    |
| Départs              |               |                        |                          |                     |
| Raphael Nuzzolo      | Suisse        |                        | Young Boys Berne         | Axpo Super League   |
| Freddy Mveng         | Cameroun      |                        | Young Boys Berne         | Axpo Super League   |
| Frédéric Page        | Suisse        |                        | Lausanne-Sport           | Axpo Super League   |
| Rodrigo Galatto      | Brésil        | Résiliation du contrat |                          |                     |
| Fins de Contrat      |               |                        |                          |                     |
| Luca Ferro           | Italie        | Fin de Contrat         | Yverdon-Sport            | 1re Ligue           |
| Fausto               | Portugal      | Fin de Contrat         | Leixões SC               | Liga de Honra       |
| Ibrahima Niasse      | Sénégal       | Fin de Contrat         | Apollon Limassol         | Marfin Laiki League |
| Abdullah Omar        | Bahreïn       | Fin de Contrat         |                          |                     |
| Sander Keller        | Pays-Bas      | Fin de Contrat         | ADO La Haye              | Eredivisie          |
| Gerard Gohou         | Côte d'Ivoire | Fin de Contrat         | Denizlispor              | Bank Asya 1.Lig     |
| Federico Almerares   | Argentine     | Fin de Contrat         | Belgrano                 | Primera División    |
| Prêts                |               |                        |                          |                     |
| Guillaume Faivre     | Suisse        | Prêt                   | FC Wil                   | Challenge League    |
| Gilles Binya         | Cameroun      | Prêt                   | Gaziantepspor            | SüperLig            |
| Agonit Sallaj        | Albanie       | Prêt                   | FC Biel-Bienne           | Challenge League    |
| Shkëlzen Gashi       | Suisse        | Prêt                   | FC Aarau                 | Challenge League    |
| Retours de prêt      |               |                        |                          |                     |
| Carlão               | Brésil        | Retour de prêt         | Kashima Antlers          | J. League           |

## Rencontres de la saison

### Matchs amicaux
| Date       | Adversaire       | Lieu      | Résultat | Buteurs pour Xamax                     | Affluence |
| ---------- | ---------------- | --------- | -------- | -------------------------------------- | --------- |
| 24 juin    | FC Bâle          | Glovelier | 1 - 3    | Gelabert 46e, Niasse 74e, Veloso 90+1e | 2 900     |
| 3 juillet  | FC Sion          | Attalens  | 1 - 1    | Gohou 40e                              |           |
| 8 juillet  | AC Arles-Avignon | Payerne   | 1 - 0    | Veloso 78e                             |           |
| 12 juillet | Qatar            | Fribourg  | 2 - 2    | Gelabert 44e (pen.), V. Sánchez 80e    |           |

### Super League
La licence du club en super league est révoquée en janvier 2012 à la suite de plusieurs problèmes d'ordre financier
| Date         | No. | Adversaire              | Lieu | Résultat | Buteurs pour Xamax                                 | Place | Affluence |
| ------------ | --- | ----------------------- | ---- | -------- | -------------------------------------------------- | ----- | --------- |
| 17 juillet   | 1   | FC Lucerne              | Dom. | 0 - 3    |                                                    | 10e   | 4 835     |
| 24 juillet   | 2   | FC Bâle                 | Ext. | 2 - 0    |                                                    | 10e   | 27 833    |
| 31 juillet   | 3   | FC Sion                 | Dom. | 0 - 3    |                                                    | 10e   | 4 603     |
| 7 août       | 4   | FC Thoune               | Ext. | 0 - 0    |                                                    | 10e   | 5 963     |
| 14 août      | 5   | Servette FC             | Dom. | 0 - 0    |                                                    | 10e   | 5 887     |
| 20 août      | 6   | FC Zurich               | Ext. | 0 - 2    | Veloso 78e, Wüthrich 90e                           | 9e    | 7 900     |
| 27 août      | 7   | Lausanne-Sport          | Dom. | 2 - 2    | Geiger 16e, Arizmendi 61e                          | 9e    | 4 679     |
| 11 septembre | 8   | Grasshopper Club Zurich | Dom. | 2 - 0    | Uche 22e, Seferović 66e                            | 8e    | 2 852     |
| 21 septembre | 9   | Young Boys Berne        | Ext. | 4 - 1    | Tréand 45+1e                                       | 8e    | 19 177    |
| 25 septembre | 10  | Grasshopper Club Zurich | Ext. | 0 - 1    | Seferović 75e                                      | 7e    | 3 000     |
| 1er octobre  | 11  | FC Thoune               | Dom. | 4 - 0    | Arizmendi 27e, Tréand 35e, Wüthrich 64e, Paíto 90e | 6e    | 2 132     |
| 22 octobre   | 12  | FC Lucerne              | Ext. | -        |                                                    | -e    |           |

### Coupe de Suisse
| Date         | Tour     | Adversaire       | Lieu | Résultat | Buteurs pour Xamax | Affluence |
| ------------ | -------- | ---------------- | ---- | -------- | ------------------ | --------- |
| 18 septembre | 1er tour | FC Coire 97 (D4) | Ext. | 1 - 2    | Uche 33e 75e       | 2 000     |
| 16 octobre   | 2e tour  | SC Kriens (D2)   | Ext. | -        |                    |           |

## Statistiques

### Statistiques collectives
| Compétition       | Débute au tour | Place ou tour final | Première rencontre | Dernière rencontre | Nombre de matchs |
| ----------------- | -------------- | ------------------- | ------------------ | ------------------ | ---------------- |
| Axpo Super League | -              | -                   | 17 juillet 2011    | - 2012             | 36               |
| Coupe de Suisse   | 1er tour       | -                   | 18 septembre 2011  | -                  |                  |

### Statistiques buteurs
| Place  | Nom                | Championnat de ASL | Coupe de Suisse | Buts    |
| ------ | ------------------ | ------------------ | --------------- | ------- |
| 1      | Kalu Uche          | 1 but              | 2 buts          | 3 buts  |
| 2      | Haris Seferović    | 2 buts             | -               | 2 buts  |
| 2      | Arizmendi          | 2 buts             | -               | 2 buts  |
| 2      | Geoffrey Tréand    | 2 buts             | -               | 2 buts  |
| 2      | Sébastien Wüthrich | 2 buts             | -               | 2 buts  |
| 5      | Max Veloso         | 1 but              | -               | 1 but   |
| 5      | Bastien Geiger     | 1 but              | -               | 1 but   |
| 5      | Paíto              | 1 but              | -               | 1 but   |
| #      | contre son camp    | -                  | -               | -       |
| Totaux | 7 buteurs          | 12 buts            | 2 buts          | 14 buts |

### Statistiques passeurs
| Place  | Nom                | Championnat de ASL | Coupe de Suisse | Passes décisives |
| ------ | ------------------ | ------------------ | --------------- | ---------------- |
| 1      | Kalu Uche          | 6 passes           | -               | 6 passes         |
| 2      | Abdou Dampha       | 2 passes           | -               | 2 passes         |
| 2      | Sébastien Wüthrich | 2 passes           | -               | 2 passes         |
| 4      | Arizmendi          | 1 passe            | -               | 1 passe          |
| 4      | Vincent Bikana     | 1 passe            | -               | 1 passe          |
| Totaux | 5 passeurs         | 12 passes          | -               | 12 passes        |

### Statistiques individuelles
| Numéro | Nat. | Nom                   | Championnat | Championnat | Championnat | Championnat  | Coupe de Suisse | Coupe de Suisse | Coupe de Suisse | Coupe de Suisse | Total | Total       | Total  | Total        |
| Numéro | Nat. | Nom                   | M.j.        | But inscrit | Averti      | Carton rouge | M.j.            | But inscrit     | Averti          | Carton rouge    | M.j.  | But inscrit | Averti | Carton rouge |
| ------ | ---- | --------------------- | ----------- | ----------- | ----------- | ------------ | --------------- | --------------- | --------------- | --------------- | ----- | ----------- | ------ | ------------ |
| 1      |      | Rodrigo Galatto       | 1           | 0           | 0           | 0            | 0               | 0               | 0               | 0               | 1     | 0           | 0      | 0            |
| 3      |      | Mickaël Facchinetti   | 8           | 0           | 0           | 0            | 1               | 0               | 0               | 0               | 9     | 0           | 0      | 0            |
| 4      |      | Stéphane Besle        | 10          | 0           | 5           | 0            | 1               | 0               | 0               | 0               | 11    | 0           | 5      | 0            |
| 5      |      | Paíto                 | 9           | 1           | 4           | 1            | 1               | 0               | 0               | 0               | 10    | 1           | 4      | 1            |
| 6      |      | Abdou Dampha          | 7           | 0           | 3           | 0            | 1               | 0               | 0               | 0               | 8     | 0           | 3      | 0            |
| 7      |      | Marcos Gelabert       | 9           | 0           | 3           | 0            | 0               | 0               | 0               | 0               | 10    | 0           | 3      | 0            |
| 8      |      | Gilles Binya          | 2           | 0           | 0           | 0            | 0               | 0               | 0               | 0               | 2     | 0           | 0      | 0            |
| 10     |      | Víctor Sánchez        | 9           | 0           | 2           | 0            | 1               | 0               | 0               | 0               | 10    | 0           | 2      | 0            |
| 11     |      | Geoffrey Tréand       | 10          | 2           | 2           | 0            | 1               | 0               | 0               | 0               | 11    | 2           | 2      | 0            |
| 12     |      | Jean-François Bédénik | 10          | 0           | 2           | 0            | 0               | 0               | 0               | 0               | 10    | 0           | 2      | 0            |
| 13     |      | Bastien Geiger        | 7           | 1           | 2           | 1            | 1               | 0               | 0               | 0               | 8     | 1           | 2      | 1            |
| 14     |      | David Navarro         | 8           | 0           | 4           | 0            | 0               | 0               | 0               | 0               | 8     | 0           | 4      | 0            |
| 15     |      | Javier Arizmendi      | 7           | 2           | 2           | 0            | 0               | 0               | 0               | 0               | 7     | 2           | 2      | 0            |
| 16     |      | Kalu Uche             | 7           | 1           | 1           | 0            | 1               | 2               | 0               | 0               | 8     | 3           | 1      | 0            |
| 17     |      | Vullnet Basha         | 4           | 0           | 0           | 0            | 1               | 0               | 0               | 0               | 5     | 0           | 0      | 0            |
| 19     |      | Vincent Bikana        | 5           | 0           | 1           | 1            | 0               | 0               | 0               | 0               | 5     | 0           | 1      | 1            |
| 20     |      | Max Veloso            | 5           | 1           | 1           | 0            | 0               | 0               | 0               | 0               | 5     | 1           | 1      | 0            |
| 21     |      | Thibaut De Coulon     | 0           | 0           | 0           | 0            | 0               | 0               | 0               | 0               | 0     | 0           | 0      | 0            |
| 22     |      | Sébastien Wüthrich    | 11          | 2           | 0           | 0            | 1               | 0               | 0               | 0               | 12    | 2           | 0      | 0            |
| 23     |      | Mike Gomes            | 5           | 0           | 0           | 0            | 1               | 0               | 0               | 0               | 6     | 0           | 0      | 0            |
| 24     |      | Logan Bailly          | 0           | 0           | 0           | 0            | 1               | 0               | 0               | 0               | 1     | 0           | 0      | 0            |
| 27     |      | Haris Seferović       | 8           | 2           | 2           | 0            | 1               | 0               | 0               | 0               | 9     | 2           | 2      | 0            |
| 28     |      | Bigambo Rochat        | 1           | 0           | 0           | 0            | 0               | 0               | 0               | 0               | 1     | 0           | 0      | 0            |
| 29     |      | Carlão                | 2           | 0           | 0           | 0            | 0               | 0               | 0               | 0               | 2     | 0           | 0      | 0            |
| 30     |      | Maxime Brenet         | 0           | 0           | 0           | 0            | 0               | 0               | 0               | 0               | 0     | 0           | 0      | 0            |
| 31     |      | Irakli Chirikashvili  | 5           | 0           | 0           | 0            | 0               | 0               | 0               | 0               | 5     | 0           | 0      | 0            |
| 34     |      | Simon Chatagny        | 1           | 0           | 0           | 0            | 0               | 0               | 0               | 0               | 1     | 0           | 0      | 0            |